# Crocidura nimbae
Crocidura nimbae је сисар из реда Soricomorpha и фамилије Soricidae.

## Угроженост
Ова врста је на нижем степену опасности од изумирања, и сматра се скоро угроженим таксоном.

## Распрострањење
Ареал врсте је ограничен на мањи број држава. 
Врста има станиште у Обали Слоноваче, Гвинеји, Либерији и Сијера Леонеу.

## Станиште
Станишта врсте су шуме, планине и брдовити предели.